# Hannes Schnier
Johann "Hannes" Schnier (Wenen, 23 maart 1977) is een Oostenrijks darter die uitkomt voor de WDF en de PDC.

## Carrière
In juni 2006 won Schnier het Oostenrijkse nationale kampioenschap door Dietmar Burger te verslaan in de finale. Sinds 2007 speelt Schnier in toernooien die zijn goedgekeurd door de German Darts Corporation, een dochteronderneming van de PDC, waar de hoogst geklasseerde speler automatisch gekwalificeerd wordt voor het PDC World Darts Championship.
Schnier maakte zijn televisiedebuut tijdens het allereerste European Darts Championship 2008 in Frankfurt am Main, waar hij in de eerste ronde verloor van Adrian Lewis.
Schnier eindigde als tweede in de GDC-ranglijst in 2008. Omdat Mensur Suljović zich als beste GDC-speler kwalificeerde als een van de vier hoogst gerangschikte Europeanen op de PDC Order of Merit, kwalificeerde Schnier zich op die manier voor het PDC World Darts Championship van 2009, waar hij in de voorronde met 6-4 verloor van  Shi Yongsheng.
Tijdens de Austrian Darts Open 2018 verloor Schnier in de eerste ronde met 6-3 van James Wade.
Schnier plaatste zich via de Host Nation Qualifiers voor de Austrian Darts Open 2023. Hij won de eerste ronde met 6-5 van Jeffrey de Zwaan, maar verloor in de volgende ronde met 6-2 van Nathan Aspinall.
Tijdens de Austrian Darts Open 2024 verloor Schnier in de eerste ronde met 6-3 van Brendan Dolan.
Hij wist zich te kwalificeren voor het WDF World Darts Championship 2024.

## Resultaten op wereldkampioenschappen

### PDC
- 2009: Voorronde (verloren van Shi Yongsheng met 4–6 in legs)

### WDF
- 2024: Laatste 32 (verloren van Jason Brandon met 0-3)